# 李昌焕 (射箭运动员)
李昌奂（1982年3月16日—），韩国射箭运动员。曾获得2006年亚洲运动会男子射箭团体赛冠军以及2008年夏季奥林匹克运动会男子射箭团体赛冠军。